# Max Dauthendey
Max Dauthendey (Würzburg, 25 luglio 1867 – Malang, 29 agosto 1918) è stato uno scrittore tedesco.
Rappresentante di una poetica impressionistica, nelle sue poesie - Ultravioletto (Ultra-Violett, 1893) e Il sole nero (Die schwarze Sonne, 1897) - cercò di combinare la cantabilità del Lied popolare con una sperimentazione linguistica nella quale si sente l'anelito mistico verso l'indicibile. 
Le esperienze dei suoi viaggi in Asia si rispecchiano nelle raccolte di novelle Lingam (1909) e Le otto visioni sul lago di Biwa (Die acht Gesichter am Biwasee, 1911). Di lui si ricorda anche il romanzo Predoni (Raubmenschen, 1911), sulla conquista del Messico. 

## Opere

### Romanzi
- Josa Gerth (1892)
- Lingam (1909)
- Die geflügelte Erde (1910)
- Maja (1911)
- Raubmenschen (1911)
- Die acht Gesichter am Biwasee (1911)
- Der Geist meines Vaters (1912)
- Gedankengut aus meinen Wanderjahren (1913)
- Geschichten aus den vier Winden (1915)
- Das Märchenbuch der heiligen Nächte im Javanerlande (1921)
- Erlebnisse auf Java (1924)
- Fernöstliche Geschichten (1930)
- Der Garten ohne Jahreszeiten und andere Geschichten (1954)
- Die schönsten Geschichten (1956)
- Sieben Meere nahmen mich auf (1957)
- Frühe Prosa (1967)

### Drammi
- Die Spielereien einer Kaiserin (1910)
- Maja : skandinavische Bohême-Komödie in drei Akten (1911)
- Ein Schatten fiel über den Tisch (1911)
- Frau Raufenbarth (1911)
- Die Heidin Geilane (1925)
- Das Kind (1925)

### Liriche
- Ultra-Violett (1893)
- Schwarze Sonne Phallus (1897/1910)
- Reliquien (1899)
- Die ewige Hochzeit – Der brennende Kalender (1905)
- Singsangbuch (1907)
- Lusamgärtlein (1909)
- Weltspuk (1910)
- Die geflügelte Erde (1910)
- Des grossen Krieges Not (1915)
- Das Lied der Weltfestlichkeit (1917)
- Gesammelte Gedichte (1930)

### Lettere
- Letzte Reise (1926)
- Mich ruft dein Bild (1930)
- Ein Herz im Lärm der Welt (1933)
- Sterngespräch. Briefe an die Schwester. Gedichte, Würzburg (Osthoff) 1996